# Машкович, Елица
Елица «Ея» Машкович сербохорв. Јелица Јеја Машковић / Jelica Jeja Mašković; 1 декабря 1924, Плана — 13 августа 1942, Купрес) — югославская черногорская партизанка Народно-освободительной войны Югославии, Народный герой Югославии.

## Биография
Родилась 1 декабря 1924 года в селе Плана под Колашином в бедной крестьянской семье. Окончила начальную школу в селе, училась дальше в домашней школе в Никшиче, где вступила с ранних лет в революционное молодёжное движение. Её семья также придерживалась левых политических убеждений: отец Новица, поддерживал коммунистическую партию; дядя Мият Машкович, будучи студентом юридического факультета, участвовал в Гражданской войне в Испании и командовал ротой интербригад, погиб на фронте.
Елица состояла с 1939 года в Союзе коммунистической молодёжи Югославии. Во время войны была избрана членом общинского руководства СКМЮ в бывшей Липовской общине. Участница Восстания 13 июля в составе Комского партизанского отряда (вместе со своей семьёй). Член Коммунистической партии Югославии с конца 1941 года. Боец 1-й роты 4-го батальона 4-й Пролетарской Черногорской ударной бригады, командовала десятком бойцов. Участница боёв за Горни-Вакуф-Ускопле и Бугойно. В боях за Бугойно сражалась в составе группы из 12 бомбашей. В битве на Околиште уничтожала живую силу противника из пистолета-пулемёта.
11 августа 1942 года, в первом нападении на Купрес она участвовала как командир десятка, вооружённая пистолетом-пулемётом. После неудачной атаки партизан усташи предприняли контратаку и окружили с флангов колонну, вывозившую раненых. Елица со своим командиром заняла позицию, сдерживая противников и выкосив из своего ПП первые ряды, чем дала время партизанам вывезти раненых и пройти окружение. Спустя два дня, партизаны вступили в бой в ночь с 13 на 14 августа против Чёрного легиона под Купресом, потеряв восемь убитых. Икония Радович, санитарка роты, пыталась эвакуировать раненую Елицу с поля боя, но та отказалась, не желая подставлять под удар сослуживцев, и подорвала себя гранатой, дабы не попасть в плен к усташам.
Указом Президиума Народной скупщины ФНРЮ от 20 декабря 1951 года Елице Машкович посмертно присвоено звание Народного героя Югославии.